# Pycnogonum stearnsi
Pycnogonum stearnsi is een zeespin uit de familie Pycnogonidae. De soort behoort tot het geslacht Pycnogonum. Pycnogonum stearnsi werd in 1883 voor het eerst wetenschappelijk beschreven door J.E. Ives.
De soort is genoemd naar, Frederick Stearns, die de soort ontdekte aan de kust van Californië bij San Diego. 

## Beschrijving
Pycnogonum stearnsi kan uitgroeien tot een lengte van ongeveer 2,5 cm. Het heeft een kop met een grote slurf en een gesegmenteerd lichaam. Het heeft niet de chelicerae of pedipalpen die typisch zijn voor zeespinnen, maar gebruikt zijn tonvormige slurf om zich te voeden. Het heeft geen ogen of stekelige uitstekels. Het heeft vier paar stevige looppoten met klauwen en het mannetje heeft een kort extra paar poten aan de voorkant om de eieren te dragen. De kleur is effen wit of crème, soms roze getint of bleekgeel.

## Verspreiding
Pycnogonum stearnsi wordt gevonden in het noordoosten van de Grote Oceaan. Het bereik strekt zich uit van Brits-Columbia tot Californië en omvat ook Japan. Het komt het meest voor in Californië en wordt gevonden vanaf het midden van de kust tot aan de laagwaterlijn. Hij verbergt zich onder rotsen of in dode zeepokken en wordt vaak gevonden in de nabijheid van zijn prooi, de zeeanemonen Anthopleura sola, Anthopleura xanthogrammica, Anthopleura elegantissima en Metridium senile; de hydroïdpoliep-geslachten Obelia, en Aglaophenia; en soorten uit het zakpijppen-geslacht Clavelina. Hij voedt zich door zijn slurf in het prooidier te steken en vloeistoffen eruit te zuigen, waardoor het dier slap maar in leven blijft.